# 長野県上田染谷丘高等学校
長野県上田染谷丘高等学校（ながのけんうえだそめやおかこうとうがっこう）は、長野県上田市にある公立高等学校である。

## 概要
創立より長野県上田高等学校と共に東信地区の男女中等教育を担ってきた。
女子高時代は全国でも数少ない制服のない女子高であった。男女共学化後も女子生徒の多い状態が続いたが、2008年4月入学生の男女比は約半々となった。日東駒専レベルの私立大学や信州大学へ進学する生徒が比較的多く、現役進学率が高いのが特徴である。
2005年度、文部科学省よりスーパー・イングリッシュ・ランゲージ・ハイスクールの指定を受ける。
略称は染谷（そめや）。文化祭は「染谷祭」と称し、その名称は校名に由来する。正式名称が「上田染谷」あるいは「上田染谷ヶ丘」としばしば誤記される。
場所は「染谷坂」と呼ばれる急な坂の上に位置している。

## 沿革
- 1901年7月 - 小県郡立上田高等女学校として創立。
- 1914年 - 長野県立に移管。長野県立上田高等女学校へ改称。
- 1916年 - 上田町鍛治町裏（現上田合同庁舎）へ移転。
- 1920年4月1日 - 長野県令38号により、長野県上田高等女学校へ改称。
- 1947年4月1日 - 学制改革の第1段階（6・3制）実施。長野県上田高等女学校併設中学校設立。
- 1948年4月1日 - 学制改革の第2段階（6・3・3・4制）実施。長野県上田染谷丘高等学校となる。
- 1950年3月31日 - 長野県上田高等女学校併設中学校廃止。高等学校のみとなる。
- 1969年4月1日 - 上田市上田の現在地へ新築移転。
- 1975年4月1日 - 男女共学の実施。
- 1984年 - 火災により部室棟が全焼。
- 2001年4月1日 - 国際教養科の設置。
- 2005年4月1日 - 文部科学省からスーパーイングリッシュランゲージハイスクール（略称SELHi）の指定（3年間）を受ける。

## 開校
1899年2月の「高等女学校令」で、各府県は高等女学校設立が義務づけられたことを受け、長野県では、1899年5月臨時県会へ「高等女学校設置の件」の諮間案を提出・審議し、答申案を可決。県はこれに基づいて1900年4月、既存の市立長野高等女学校を県立とし、つづいて、筑摩、小県、下伊那三郡を選び、県立代用校設立を勧奨した。1901年小県郡立として設立され、1914年に県立へと移管された。
なお、1902年には第一回卒業生が出ている為、実際の開校はこれよりも数年前に遡ると言われる。

## 二度の移転
開校当初は女子小学校の一部を仮校舎としていたが、その後現在の清明小学校の位置に新築移転した。この場所はかつて真田信之時代に藩の中屋敷だった。
1916年、当時鍛治町裏と呼ばれていた現在の材木町（上田合同庁舎、中央公民館、市立図書館のある場所）に移転した。この移転は、1910年より県立女子師範学校（男子は長野・松本）として建設中であった校舎が、八分通り完成した1912年（大正元年）、地方財政節減策により計画が中断となった為上田高女が使用することになったものである。それにより体育館、音楽室、寄宿舎、浴室、食堂などを備え県下随一といわれる高等女学校となった（女学校の跡地は清明小学校の前身となる上田町学校となる）。

## 女子中等教育と同校の発展
開校当時は女性の社会進出が制限されていたが、女子中等教育への需要は年々高まる一方であった。しかし、女子師範が開校されなかった為、女子中等教育希望者の進学先として当女学校への入学希望者が増え入学難が続いた。また女学校から女子師範学校、女子専門学校などの上級学校への進学志向も高まっていき、上田高女卒業を入学資格とした専攻科（修業年限・2年、卒業と同時に小学校家庭科教諭資格取得）をのちに県が設置することとなる。
女性としての技芸教養への期待に対しては、家庭婦人としての実務教育だけでなく、女学校本科として算数・英語等の科目に力を入れた。また、テニスなどの新しいスポーツを授業に取り入れたりするなど、「良家の子女」という高等女学校に対するステータスへの需要にも応えた。
1940年頃からは戦時色が強まり、校友会が上田高女報国団に改組され、英語教育も禁止されるなど統制が進んだ。大戦末期には軍需工場等への動員もなされ、女学校としての機能をほぼ失った。上田高女の生徒は動員先でも高い評価を受けた為軍需的に重要な動員先へ遣られた生徒も多く、それによって死亡者を出す事態にもなった。

## 戦後から現在まで
戦前から体育教育が盛んであり、大戦を前後して2人のオリンピック選手（真保正子、依田郁子）を輩出した。戦後はいち早く民主主義的な体育教育が行われた。GHQの正式な発足に先立ち設置されたCIE（民間情報教育局）が全国の各種学校を視察の上、民主主義的な教育が実践されているとした3校の中の1つとして「民間情報教育局報告書」にて報告されたり、1949年に文部省より優れた保健活動・家庭教育のモデル校に指定された。女子バスケットボール部は戦後第2回大会の1949年から3年連続準優勝した（ちなみに同校OG・教職員で組織された染谷丘クラブは、女子全国篭球選手権大会において1951年より3連覇を達成した）。
学制改革により上田染谷丘高等学校となってからは、長野高校や上田高校が共学化されたものの女子はほとんど入学せず、また同校と同様女子校であった長野西高校が国鉄駅より遠く遠距離通学には適さなかったため、屋代 - 軽井沢間の女子優秀層のほとんどが同校へ入学し、高い進学実績を誇った。女子高当時、前述の長野西高校・松本蟻ヶ崎高校・とともに女子御三家と称された。
当時、女性が自立して働く職業として一般的だったのが教員と看護婦であり、同校卒業生もこの2つの職業に従事する者は多かったがな何故か未婚で働き続ける例が少なくはなかった。その為か、同校同窓会内には結婚相談所が設置されている。
1960年代終盤、学生運動が高等学校へ波及した影響で、1969年には同校の女子生徒20人が日米安保とベトナム戦争反対を唱え上田市街地をデモ行進した。全国の女子高でデモを行なったのは同校だけと言われており、その4年後の1973年には制服が自由化された。この学生運動が起こる前の同校は校則が厳しく、教員と生徒との結びつきが強かったが、以降は教員が生徒に干渉しなくなった結果、同校独特の校風と言われる「染谷ムード」（のちに「染谷パラダイス」とも言われるようになる）を生み出すこととなった。（小林哲夫「高校紛争」中公新書参照）
以降、12通学区制の実施、男女共学化実施等、数年の間に同校としては激動といえる変化が起こったが、以降も伝統校としての評価は不変である。2006年入試より県立高校が再び4学区制になったが、上小地区から周辺の野沢北高校や屋代高校へ進学する例はほとんどなく、上田高校に次ぐ進学校としての地位を確立している。また、旧第4（長野市南部・千曲市など）と第6（小諸市・軽井沢町など）通学区からの志願者が毎年定員の3分の1近くを占め入試競争率の高い状態が続いている。
また、2003年には国際教養科を新設、2005年には文部科学省からスーパーイングリッシュランゲージハイスクール（SELHi）に指定され、国際理解・外国語表現力の育成に力を入れている。

## 著名な卒業生
- 一ノ瀬綾 - 作家
- 児玉勝子
- 清水澄子（在学中に死去） - 『さゝやき』著者
- 依田郁子（宮丸郁子） - 陸上競技選手（ハードル走・1964年東京五輪代表）
- 真保正子 - 元陸上競技選手、陸上競技審判員、大谷女子大学教授
- 山口あかり - 作詞家
- 西沢裕子 - 作家、脚本家、ライター
- 田村志津枝 - 作家
- 荻原博子 - 経済ジャーナリスト
- 中澤きみ子 - ヴァイオリニスト
- 伊倉一恵 - 声優、ナレーター
- 三遊亭鬼丸 - 落語家
- 田中寛人 - NHKアナウンサー
- 阿部寿美子 - 女優、声優
- 齋藤沙弥香 - テレビ信州アナウンサー
- 中澤瞳 - モデル/リポーター
- 高木夏子 - トロンボーン奏者
- 深町浩司 - ティンパニー奏者
- 古川美登里 - オーボエ奏者
- 甘利美侑 - サクソフォン奏者
- MOROHA - ラップグループ
- AAAMYYY -ミュージシャン tempalayのキーボード

## 校歌
- 校歌 - ウェイバックマシン（2007年9月29日アーカイブ分）（作詞：佐藤春夫 作曲：下総皖一）

## 最寄駅
- しなの鉄道しなの鉄道線・上田電鉄別所線：上田駅